# Ngô Thành Liêm
Ngô Thành Liêm (ur. w 1926 w Cần Thơ, zm. w 1980 w Ho Chi Minh – południowowietnamski kolarz szosowy.
Brał udział w igrzyskach olimpijskich w 1956 (Melbourne). Startował w wyścigu indywidualnym, którego nie ukończył. Niesklasyfikowany został też w jeździe drużynowej.